# Djorđje Ivelja
Đorđe Ivelja (n. 30 iunie 1984 în Bačka Palanka, Serbia) este un fotbalist sârb care în prezent joacă pentru NK Olimpija Ljubljana.